# Brachycephalus
A Brachycephalus a kétéltűek (Amphibia) osztályába és  a békák (Anura) rendjébe, a nyergesbékafélék (Brachycephalidae) családjába tartozó nem.

## Nevének eredete
Nevét a görög brachys (rövid) és kaphale (fej) szavakból alkották, utalva a nembe tartozó békák jellegzetességére.

## Előfordulásuk
Brazília délkeleti részén honosak.

## Rendszerezésük
A családba az alábbi fajok tartoznak: